# The Speed of Life
The Speed of Life est un film américain réalisé par Edward A. Radtke et sorti en 2007.

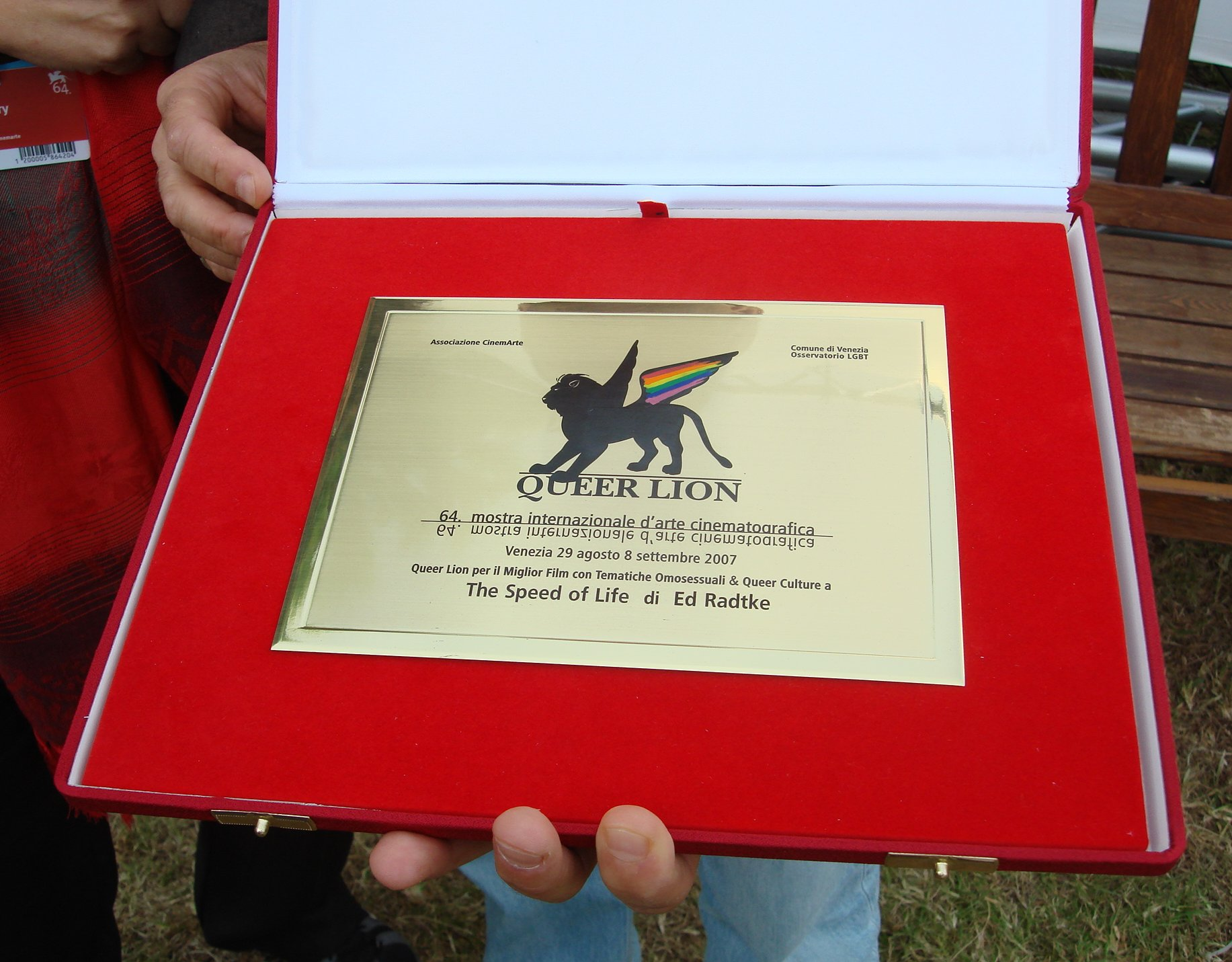
Le Queer Lion 2007 décerné à The Speed of Life.

Filmé à New York, le film est présenté à la 64e Mostra de Venise et remporte le tout premier Queer Lion.

## Synopsis
Son titre non définitif était Superheroes (« super-héros »). Il se déroule à New York et se focalise sur Sammer, un adolescent de 13 ans qui de temps en temps va à Manhattan avec des amis pour voler des caméras vidéo aux touristes. Il vit seul avec une belle-mère aveugle et envisage de quitter la ville pour voir le monde qu'il voit surtout par les films tournés par les touristes qu'il vole.

## Fiche technique
- Titre : The Speed of Life
- Réalisation : Edward A. Radtke
- Pays d'origine :  États-Unis
- Langue : anglais
- Film en Technicolor de Morningstar Films

## Distribution
- Peter Appel
- Gilbert Cruz : garde de sécurité
- Joelee Cummings : Danelle
- Noah Fleiss : Vincent
- Blaze Foster : Juan-Si
- Catrina Ganey : Marnie
- Ella Garrett : Granma
- Melissa Gundersen : double de patinage d'Anna
- Samantha Hosie-Leung :	Ween
- Bari Hyman : directeur de l'abri pour animaux
- Christine Toy Johnson : Eye Doctor
- Anna Kinens : fille en chaise roulante
- Louisa Krause : Jule
- Chris Langer : concierge de l'hôtel
- Lucy Martin : la femme de Brooks
- Jackson Ning : Mr. Lim
- George T. Odom : Forrest
- Nick Raio : homme sur le WC
- Gil Rogers : Brooks
- Edward Seamon
- Robert Seymour : Richie
- Justin Soto : Dukie
- Janessa Tamayo : Elena
- Lou Torres : Ernie
- Angela Trento : réceptionniste
- Alberto Vazquez : garde de prison
- Jeremy Allen White : Sammer

## Distinctions
- Queer Lion à la Mostra de Venise 2007